# Reticulana
Reticulana là một chi bướm đêm thuộc họ Erebidae.